# Kazuya Maruyama
Kazuya Maruyama (jap. 丸山 和也, Maruyama Kazuya; * 23. Januar 1946 in Shingū, Landkreis Ibo (heute: Tatsuno), Präfektur Hyōgo) ist ein japanischer Politiker und Abgeordneter im Rätehaus, dem Oberhaus des nationalen Parlaments, über die nationale Verhältniswahlliste der Liberaldemokratischen Partei (LDP).
Maruyama absolvierte 1969 sein Studium an der rechtswissenschaftlichen Fakultät der Waseda Daigaku und war von 1970 bis 1971 im in der Einwanderungsabteilung (nyūkoku-kanri-kyoku) des Justizministeriums tätig. Nach Abschluss der „Justizausbildungsstätte“ (Shihō Kenshūjo) des Obersten Gerichtshofs registrierte er sich 1973 als Anwalt. Von 1975 bis 1980 war er in den Vereinigten Staaten, wo er einen Master of Laws an der University of Washington erwarb und in einem Anwaltsbüro in Los Angeles arbeitete. Nach seiner Rückkehr nach Japan 1980 war er weiter als Anwalt tätig, schwerpunktmäßig im Auftrag von Unternehmen in internationalen Rechtsangelegenheiten.
Den Wechsel in die nationale Politik versuchte Maruyama erstmals bei der Sangiin-Wahl 1989, als er über die erfolglose Verhältniswahlliste des Shinsei Club kandidierte. Später trat er auch als Kommentator für Nachrichtenprogramme und in Showprogrammen im Fernsehen auf. Bei der Sangiin-Wahl 2007 kandidierte er für die LDP bei der Verhältniswahl, erhielt landesweit 272.347,455 Stimmen und wurde somit auf Listenplatz 4 gewählt. Im Sangiin war er unter anderem Mitglied des Justiz- und des Rechnungsausschusses.
Für die vorgezogene Gouverneurswahl in der Präfektur Ōsaka nach dem Rücktritt von Tōru Hashimoto bat der LDP-Präfekturverband Maruyama im Oktober 2011 um eine Kandidatur. Nachdem er zunächst abgelehnt und die LDP Ōsaka sich bereits mit Demokratischer Partei und Kōmeitō auf die Unterstützung von Kaoru Kurata als gemeinsamen Gegenkandidaten gegen den von Hashimotos Ōsaka Ishin no Kai unterstützten Ichirō Matsui verständigt hatte, erklärte Maruyama knapp zwei Wochen vor Beginn der Wahlperiode doch seine Kandidatur, zog diese aber wenige Tage später wieder zurück.
2012 übernahm Maruyama den Vorsitz im Kultus- und Wissenschaftsausschuss des Sangiin. Bei der Sangiin-Wahl 2013 erhielt er 153.303 Stimmen und erreichte damit den 14. Platz auf der LDP-Liste, der für eine Wiederwahl ausreichte, da die LDP 18 Verhältniswahlmandate gewann.